# Kira Hall
Kira Hall é uma linguista e antropóloga estadunidense, professora da Universidade da Califórnia em Berkeley e diretora do programa Cultura, Língua e Prática Social (CLASP). A maior parte do trabalho de Hall concentra-se em estudos linguísticos na Índia e nos Estados Unidos, com atenção especial ao gênero e à sexualidade.
Ela é conhecida por suas contribuições à pesquisa sobre linguagem e identidade na linguística sociocultural, ao lado de Mary Bucholtz.

## Obras

### Livros
- Hall, Kira; Bucholtz, Mary (1995) [1975]. Gender articulated: language and the socially constructed self. New York: Routledge. ISBN 9780415913997

### Capítulos de livros
- Hall, Kira; Bucholtz, Mary (1995) [1975], «Introduction: Twenty years after Language and Woman's Place», in:  Hall, Kira; Bucholtz, Mary, Gender articulated: language and the socially constructed self, ISBN 9780415913997, New York: Routledge, pp. 1–24. Pdf.
- Hall, Kira; Bucholtz, Mary (1995), «From Mulatta to Mestiza: Passing and the linguistic reshaping of ethnic identity», in:  Hall, Kira; Bucholtz, Mary, Gender articulated: language and the socially constructed self, ISBN 9780415913997, New York: Routledge, pp. 351–374. Pdf.

### Artigos
- Hall, Kira; Bucholtz, Mary (Outubro de 2005). «Identity and interaction: a sociocultural linguistic approach». Discourse Studies. 7 (4–5): 585–614. doi:10.1177/1461445605054407 Pdf.